# 8 Regiment Pieszy Domu Radziwiłłów
8 Regiment Pieszy Domu Radziwiłłów – oddział piechoty armii Wielkiego Księstwa Litewskiego wojska I Rzeczypospolitej.

## Formowanie i zmiany organizacyjne
Uchwałą sejmową z 7 września 1789 roku powołano regiment pieszy 8 im. Domu Radziwiłłów. Uchwała zabezpieczała nazwę regimentu dla Radziwiłłów, bezpłatne szefostwo z rangą generała lejtnanta dla wojewody wileńskiego Karola Radziwiłła i dyslokację na czas pokoju w województwie nowogródzkim. Sformowano go w terminie do 1 marca 1790 roku na bazie żołnierzy milicji radziwiłłowskiej, na co dzień stacjonującej w Nieświeżu. Kilku młodszych oficerów przyszło z Gwardii Pieszej Koronnej.

Gdy JW. Karolxiążę Radziwiłł woiewoda Wileński wielkie poprzedników swoich w oyczyźnie naśladuiąc dzieła, a z swoyey znaiomey dla dobra powszechnego nieodstępney gorliwości ofiarnie swoim kosztem wystawić regiment ieden piechoty w zupełnym komplecie i porządku, stosownie we wszystkim do prawa o kommissyi woyskowej, i do etatu woyska na teraźnieyszym seymie ustanowionego, i takowy regiment, na dzień pierwszy miesiąca Marca, w roku przyszłym tysięcznym, siedemsetnym dziewięćdziesiątym, zupełnie skompletować z umundurowaniem, bronią, i wszelkimi polowymi rekwizytami, obowiązuie się, a nadto do każdego batalionu w tym regimencie po dwie armaty polowe spiżowe ofiarnie; przeto My Król, za powszechną skonfederowanych stanów zgodą, tę ofiarę z wdzięcznością przyimuiąc, aby rzeczony regiment w komput woyska Litewskiego był zaraz zapisany, mieć chcemy.

Władze Konfederacji Generalnej Wielkiego Księstwa Litewskiego (targowickiej) jeszcze w marcu 1793 r. chciały skompletować regiment, oceniając wówczas, że do pełnego etatu brakowało 629 „głów”.
Po drugim rozbiorze Rzeczypospolitej regiment został zajęty przez Rosję, a znaczna część żołnierzy została wcielona do wojska rosyjskiego, bądź rozpuszczona. W maju 1793 roku Komisja Wojskowa Wielkiego Księstwa Litewskiego w tabeli płacy trzymiesięcznej za okres od 1 czerwca do 1 września 1793 roku przewidywała identyczną kwotę dla 8 regimentu jak dla pełnego stanu. Dopiero w czerwcu, skorygowano ją do ilości 100 ludzi. Wydaje się, że ówczesne władze wojskowe nie były zdecydowane co do zupełnego rozwiązania regimentu. Raporty z lipca 1793 roku przewidywały etat 752 ludzi (faktycznie było ich 71). Natomiast raport z 15 lutego 1794 roku ustalał etat regimentu na 798 ludzi (faktycznie 97). Nie jest więc pewne czy faktycznie jednostkę zdążono rozwiązać.
Gembarzewski ujmuje to tak: rozwiązany w styczniu 1794, wznowiony w kwietniu 1794.
Machynia, Rakutis i Srzednicki podsumowują w ten sposób: Składał się z 2 batalionów po 4 kompanie (pozostałe 8 regimentów piechoty litewskiej miało tylko po jednym batalionie). Stan oddziału w 1792 roku, do czasu przejęcia wojska litewskiego przez konfederację targowicką, wynosił etatowo 1440 żołnierzy, a praktycznie 710. W kwietniu 1794 roku regiment był już formalnie rozwiązany, ale jego stan faktyczny wynosił 97 żołnierzy.

## Barwa regimentu
- Podczas insurekcji kościuszkowskiej regiment nosił wyłogi pąsowe, guziki srebrne[6].

## Żołnierze regimentu
Regimentem dowodził zazwyczaj pułkownik. Stanowisko szefa regimentu, związane z wielkimi poborami, było najczęściej uważane za synekurę. Szefowie posiadali prawo fortragowania (przedstawiania do awansu) oficerów.
Kompletna obsada oficerska liczyła 38 osób. Byli to, poza szefem i regimentsfelczerem, pułkownik, podpułkownik, dwóch majorów, trzech kapitanów z kompanią, trzech kapitanów sztabowych, regimentskwatermistrz, audytor, ośmiu poruczników, dziewięciu podporuczników (w tym adiutanci), dziewięciu chorążych (w tym adiutanci).
Szefowie:

Herb Trąby Radziwiłłów

- książę Karol Stanisław Radziwiłł (wojewoda wileński, gen. ljtn. 17 wrzwśnia1789 zm. 1790),
- Seweryn Rzewuski.

Pułkownicy:
- książę Michał Radziwiłł,
- ppłk Seweryn Rzewuski (1 marca 1790),
- Dominik Dederko (1792).

## Walki regimentu
8 Regiment Pieszy Domu Radziwiłłów uczestniczył w 1792 w VII wojnie polsko-rosyjskiej toczonej w obronie Konstytucji 3 Maja. Stan osobowy: 1295 ludzi.
Bitwy i potyczki:
- bitwa pod Mirem (11 czerwca 1792)
- Zelwa (4 lipca),
- Załuże (11 lipca),
- Brześć (23 lipca) i
- Soły (25 czerwca 1794).